# Coronie
Coronie er et distrikt i Surinam beliggende ved kysten. Coronies hovedstad er Totness. Andre byer er Corneliskondre, Friendship og Jenny. Distriktet grænser op mod Atlanterhavet i nord, Surinam-distriktet Saramacca i øst, Surinam-distriktet Sipaliwini i syd og Surinam-distriktet Nickerie i vest.
Distriktet har en befolkning på 3.480 og et areal på 3.902 km².
Coronie, ligesom det meste af Surinam, ernærer sig mest af landbrug. Da der findes et kystmiljø, er der mange kokosnødde- og risplantager.

## Resorter
Coronie er inddelt i 3 resorter (ressorten):
- Johanna Maria
- Totness
- Welgelegen

5°45′49″N 56°16′40″V / 5.7636111111111°N 56.277777777778°V